# Esenbeckia downsi
Esenbeckia downsi är en tvåvingeart som beskrevs av Philip 1954. Esenbeckia downsi ingår i släktet Esenbeckia och familjen bromsar.
Artens utbredningsområde är Guerrero (Mexiko). Inga underarter finns listade i Catalogue of Life.